# Бекмес із кавуна
Бекмес із кавуна або мед із кавуна — традиційно густий сироп/варення, який виготовляється із соку стиглих кавунів (без додавання цукру). Продукт має густу консистенцію, темно червоний (іноді коричневий) колір, виходить дуже солодкий і зовсім не нагадує за смаком кавун.
В залежності від сорту кавуна, у смаці можуть бути ноти сливи або гарбуза. Часто цей продукт називають медом із кавуна. Бекмес не тільки смачний продукт, але й має оздоровчі та цілющі властивості.
На Херсонщині процес приготування бекмесу традиційно розпочинається наприкінці літа. До нього залучалися цілі села. У процесі приготування бекмесу брала участь уся родина. Протягом радянського періоду вирощували та використовували для бекмесу Астраханський та Мелітопольський сорти.

## Історія
Історія бекмесу тягнеться з часів Османської імперії, коли османи пішли з півдня України, але рецепт бекмесу залишився. У XVIII—XIX століттях цукор був дуже дорогим продуктом, тому місцеві мешканці готували собі замість нього бекмес. Коли з'явилося більше цукру, і він став дешевшим, бекмес перестали масово виготовляти.
В селах Таврії великі жаровні/чани для варіння бекмесу (від 100 до 400 л кавунового соку) передавали від подвір'я до подвір'я. Сусіди по черзі варили з кавунів бекмес. Отже, ця традиція сприяла консолідації громади.
Історично бекмес використовували як солодкий кулінарний делікатес, зважаючи що цукор був дуже дорогим, та як оздоровчо-лікувальний засіб проти нежиті, захворювань нирок та хвороб горла.
На баштанах Херсонщини залишається багато нетоварних кавунів, тому місцеві фермери-ентузіасти відроджують виробництво бекмесу та продають його на локальних фестивалях чи напряму споживачам.
Унікальність бекмесу в тому, що це екологічно чистий продукт, без домішок.